# Fira de Lleida
Fira de Lleida és una fundació privada de Lleida, El Segrià, encarregada de l'organització de fires i congressos a la ciutat de Lleida. La seva fundació data de 1946.
Anualment se celebren unes 22 activitats de les quals cal destacar la Fira Agrària de Sant Miquel que se celebra coincidint amb la festivitat de Sant Miquel i que complí 64 edicions el 2018. Lleida és, després de Barcelona, la ciutat de Catalunya on més fires i congressos se celebren.

## Història
La tradició firal a la ciutat de Lleida és ben antiga i és documentada ja a l'època medieval i, més concretament, al 23 d'agost de 1232, data en què el rei Jaume I va concedir a la ciutat el privilegi de fer una fira anual de 10 dies de durada a partir del dia de Sant Miquel, al mes de setembre. Cal fer notar que durant l'Edat Mitjana les fires de Lleida tenien ja un caràcter internacional, donat que aplegaven comerciants i mercaders de Tolosa, Montpeller i altres localitats del sud de França.
| « | En nom de Déu, sigui per tots coneguts com Nós, Jaume, per la gràcia de Déu, rei d'Aragó i del regne de Mallorca, comte de Barcelona i Urgell, i senyor de Montpeller, amb aquesta carta de present, per Nós i els nostres successors, us donem, concedim i aprovem, de manera perpètua, a vosaltres, dilectes i fidels nostres Ramon Clavell, Pere de Marimon, Bernat Guasch i Joan de Safont, cònsols, i a través vostre, a tota la universitat de Lleida, tant als presents com als futurs, fires que celebrareu anualment a la ciutat en qualsevol lloc, dins o fora, que els cònsols i prohoms veieu més convenient. Dites fires se celebraran sempre per la festa de Sant Miquel de setembre, i s'estendran 10 dies continuats a partir d'aquella festa. Establim, a més, fermament, que qualsevol home, d'allà on sigui, que vingui a les esmentades fires, ja sigui deutor, fiador o malfactor, a excepció dels homicidis, gaudeixi de la nostra protecció i guiatge especial, amb tots els béns i mercaderies que porti fins a la data del seu retorn. Si algú, però, contravenint aquest nostre estatut i guiatge, s'atrevís a molestar, apoderar-se'n, detenir, impedir, gravar i empenyorar a algú que vingués o romangués a les citades fires, sense ser un homicida, aleshores que sàpiga que caurà sense remei en la ira i indignació nostra, a més de restituir, tanmateix els danys en més del doble i satisfer una multa de mil morabatins. El que ha estat fet a Lleida, a deu de les calendes de setembre de l'any del Senyor de 1232. Signe de Jaume, per la gràcia de Déu, rei d'Aragó i de Mallorca, i senyor de Montpeller. En foren testimonis: Pere Cornell, Valesi de Berga, Llop Eiximèn de Llupià, Ramon Berenguer d'Àger, Berenguer de Bellvís, Pere d'Anglesola, Berenguer de Cervera, Bernat d'Aspes, Ramon d'Aspes, Gombau de Ribelles, Arnau de Pradell. Signe de Guillem Escrivà, qui per manament del senyor rei mitjançant Guillem Rabassa, el seu notari, aquesta carta va escriure, en el lloc, el dia i l'any esmentats. | » |

Aquesta activitat firal es va mantenir al llarg dels temps, amb algunes interrupcions, fins a arribar al segle xx, en el que a conseqüència de l'esperit de progrés de la societat lleidatana sorgeixen diverses iniciatives per promocionar l'economia agrícola de la zona com és el Concurs de Tractors i Exposició de Maquinària Agrícola de 1921, promogut per la Mancomunitat de Catalunya; l'Exposició de Fruites i Flors organitzada per l'Ateneu Lleidatà el 1929, o una nova Exposició Agrícola celebrada l'any següent.
L'any 1946 marca l'inici de l'activitat moderna de Fira de Lleida, amb l'organització d'una exitosa Exposición Agrícola Ganadera e Industrial, la primera de la postguerra i embrió de l'actual Fira Agrària de Sant Miquel. L'any 1955, l'Ajuntament de Lleida anuncia la intenció de celebrar una fira de periodicitat anual, i des de 1956 s'organitza una Fira de Mostres sota l'advocació de Sant Miquel i que dona especial protagonisme a la maquinària agrícola, la fruita i la ramaderia. El 1960, coincidint amb la consolidació del sector fructícola dins l'economia lleidatana, se celebra un congrés internacional de la fruita; la iniciativa va constituir la llavor de la celebració del saló Eurofruit i va potenciar la projecció internacional de la Institució firal.
La trajectòria iniciada l'any 1946 es consolida la dècada dels 60 amb la creació de la Institució firal lleidatana, que s'adhereix a l'Associació de Fires Espanyoles (AFE). Les principals funcions de l'entitat són l'organització de fires i congressos (d'àmbit local, nacional i internacional), la gestió del recinte firal —ubicat a la riba esquerra del riu Segre, al cor de la ciutat de Lleida— i la col·laboració amb altres activitats de caràcter econòmic.
La dècada dels 80 és clau en el creixement de l'entitat, amb un notable augment del nombre de salons organitzats per la Fira de Lleida, la inversió en instal·lacions (construcció del Pavelló 3 i creació dels salons de congressos) i la professionalització de la gestió firal. Una fita important fou la creació, l'any 1981, de Municipàlia (Saló Internacional d'Equipaments Municipals), certamen pioner que s'ha consolidat com una mostra de referència internacional en l'àmbit dels equipaments i els serveis municipals.
Durant els anys 90 es manté la tònica de creixement. Els anys 1995-96 Fira de Lleida participa activament en la fundació de la Federació de Fires de Catalunya (FEFIC).
L'inici del segle xxi —any 2000— coincideix amb la transformació de la Fira de Lleida en una Fundació que permet optimitzar la gestió operativa i econòmica de l'entitat. En el decurs de la primera dècada del nou mil·lenni la Institució firal dona un fort impuls a l'activitat firal a la ciutat de Lleida. Cal destacar també que el 2003 té lloc la inauguració del Pavelló 4, fet que proporciona a la Fira de Lleida un total de 12.750 m2 de superfície coberta.

## Infraestructures
Actualment la Fira disposa de tres pavellons coberts de 2.200, 3.500 i 4.500 m² i una zona coberta de connexió de 450 m². També disposa de dues zones exterior cobertes una de 1600 m² i una altra per exposició de bestiar de 1420 m². Té també tres sales per realitzar congressos amb una capacitat de 525, 175 i 85 persones. Així com una sala Club de 300 m² per realitzar reunions.

## Calendari Firal
El calendari firal 2023 és el següent:
- Fira de la contractació pública, pendent de data.
- Formaocupa, 23 i 24 de febrer.
- Fira del vehicle d'ocasió Lleida Ocasió, del 3 al 5 de març.
- Lleida Expo Tren, 11 i 12 de març.
- Feria de Abril de Lleida, pendent de data.
- Aplec del Caragol, del 2 al 4 de juny.
- Lleida Air Challenge, pendent de data.
- Fira Agrària de Sant Miquel, del 28 de setembre a l'1 d'octubre.
- Eurofruit, del 28 de setembre a l'1 d'octubre.
- Sant Miquel Automoció, Fira de l'automòbil, del 28 de setembre a l'1 d'octubre.
- Congrés BIT, 28 i 29 de setembre.
- Municipàlia, del 17 al 19 d'octubre.
- Innocàmping, del 17 al 19 d'octubre.
- DeNuvis, 11 i 12 de novembre.
- Lleidantic, 25 i 26 de novembre.
- LleidaRetro, 25 i 26 de novembre.
- Trobada del disc, 25 i 26 de novembre.
- Cucalòcum Cucaesport, del 27 de desembre al 4 de gener de 2024.